# Eugène Siberdt

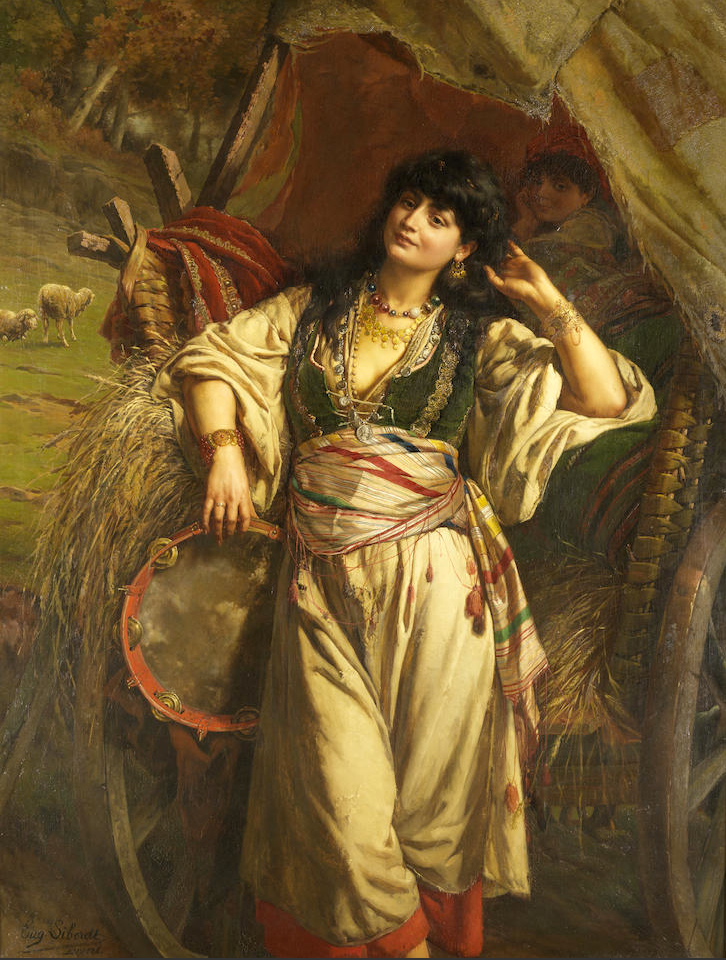
Una parada de bohemios.

Eugène Siberdt, Eugeen Siberdt o Eugène François Joseph Siberdt  ( Amberes, 21 de abril de 1851 - Amberes, 6 de enero de 1931) fue un pintor belga académico y romántico tardío que creó retratos, pinturas de historia, escenas de género y pinturas orientalistas. Actualmente es conocido principalmente como el profesor de dibujo en la Academia de Amberes, cuyo conflicto con Vincent van Gogh llevó a que Van Gogh abandonara la Academia de Amberes después de solo tres meses de asistencia.

## Vida
Eugène Siberdt nació en Amberes, donde se formó en la Academia de Amberes con Edward Du Jardin, Polydore Beaufaux, Van Lerius y Nicaise de Keyser . 
Fue galardonado con el Premio de Roma belga (segundo lugar) en 1873. A partir de 1874, Siberdt comenzó a exponer en todos los salones belgas importantes con éxito. Fue un exitoso retratista y se convirtió en el retratista real oficial. 

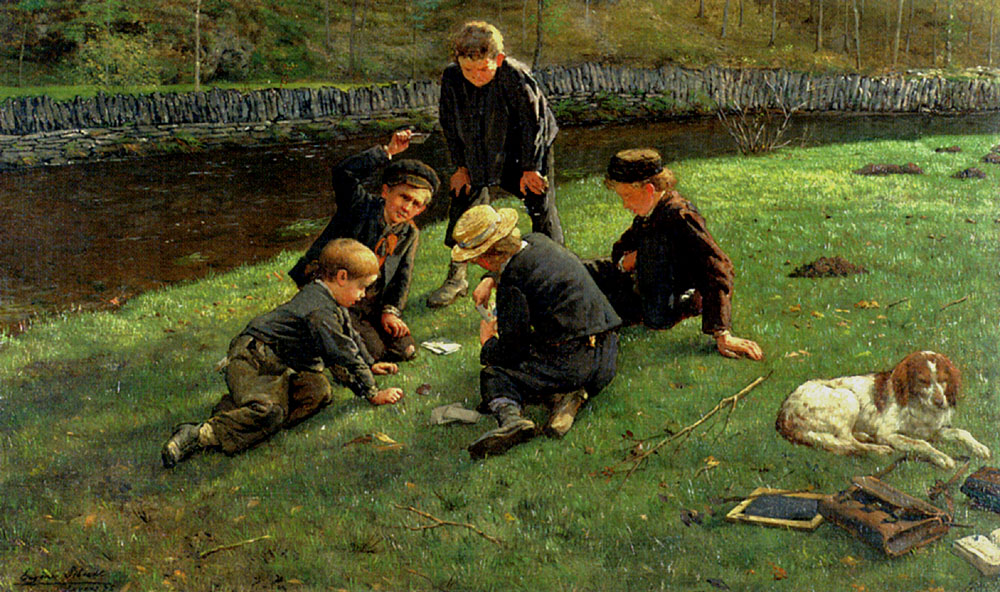
Los pequeños jugadores

Siberdt fue nombrado profesor en la Academia de Amberes en 1883. Vincent van Gogh comenzó a asistir a clases de dibujo después de haber estudiado modelos de yeso en la Academia de Amberes el 18 de enero de 1886. Aquí Van Gogh se metió rápidamente en problemas con Charles Verlat, el director de la escuela y profesor de una clase de pintura, por su estilo de pintura poco convencional. Van Gogh también se había enfrentado con el instructor de la clase de dibujo Franz Vinck. Van Gogh finalmente comenzó a asistir a las clases de dibujo. Pronto Siberdt y van Gogh se enfrentaron cuando este último no cumplió con el requisito de Siberdt de que los dibujos expresen el contorno y se concentrara en la línea. Cuando a Van Gogh se le pidió que dibujara la Venus de Milo durante una clase de dibujo, produjo el torso desnudo y sin extremidades de una mujer campesina flamenca. Siberdt consideró esto como un desafío contra su guía artística e hizo correcciones al dibujo de van Gogh con su lápiz tan vigorosamente que rasgó el papel. Van Gogh se enfureció violentamente y le gritó a Siberdt: «¡Claramente no sabes cómo es una mujer joven, maldita sea! ¡Una mujer debe tener caderas, glúteos, una pelvis en la que pueda llevar un bebé!» Según algunas versiones, esta fue la última vez que Van Gogh asistió a clases en la Academia y se fue más tarde a París. El 31 de marzo de 1886, que fue aproximadamente un mes después de la confrontación con Siberdt, los maestros de la Academia decidieron que 17 estudiantes, incluido Van Gogh, tenían que repetir un año. Por lo tanto, la historia de que Siberdt expulsó a Van Gogh de la Academia es infundada.

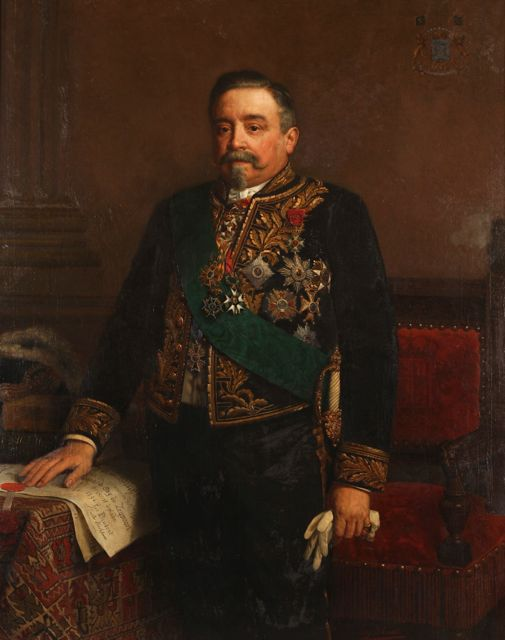
El gobernador barón Edward Osy de Zegwaart

Unos diez años después del incidente con Van Gogh, Siberdt estuvo involucrado en un conflicto con Eugeen Van Mieghem, otro estudiante que no deseaba someterse al rigor académico de la Academia de Amberes. Esto también llevó a Van Mieghen a abandonar la Academia.

## Obra
Eugène Siberdt fue un representante típico del estilo romántico tardío desarrollado en Bélgica por alumnos y profesores de la Academia de Amberes. En particular, la influencia de Henri Leys siguió siendo primordial en la Academia durante la segunda mitad del siglo XIX, tanto en estilo como en materia. Los maestros de la Academia alentaron a sus alumnos a estudiar la antigüedad, dibujar con precisión y atenerse a la paleta sobria y sombría típica de la pintura académica del siglo XIX. El conflicto entre Siberdt y van Gogh se ve mejor como un conflicto entre la visión no convencional del arte de van Gogh y la visión académica representada por Siberdt.
Como representante típico de la tradición académica de la academia de Amberes, Siberdt pintó temas como escenas de género a menudo de naturaleza sentimental como El triste presagio, escenas de la gloriosa historia artística nacional como El encuentro entre Erasmo y Quentin Matsys o acontecimientos el históricos internacionales como Martín Lutero traduciendo la biblia. Las escenas históricas se desarrollaban típicamente en los siglos XVI y XVII, período durante el cual Amberes disfrutó de su apogeo cultural y comercial. Las historias de Fausto de Goethe también fueron un tema recurrente. Siberdt creó pinturas de historia con temas bíblicos como El profeta Natán reprende al rey David.
Siberdt pintó muchas composiciones orientalistas. Estas a menudo representan mujeres romaníes o harenes como Las joyas de un harén. La última pintura también reflejaba el interés contemporáneo en el tema del harén y la odalisca en el orientalismo.
Siberdt fue un retratista capaz que fue buscado por patrocinadores privados y oficiales.

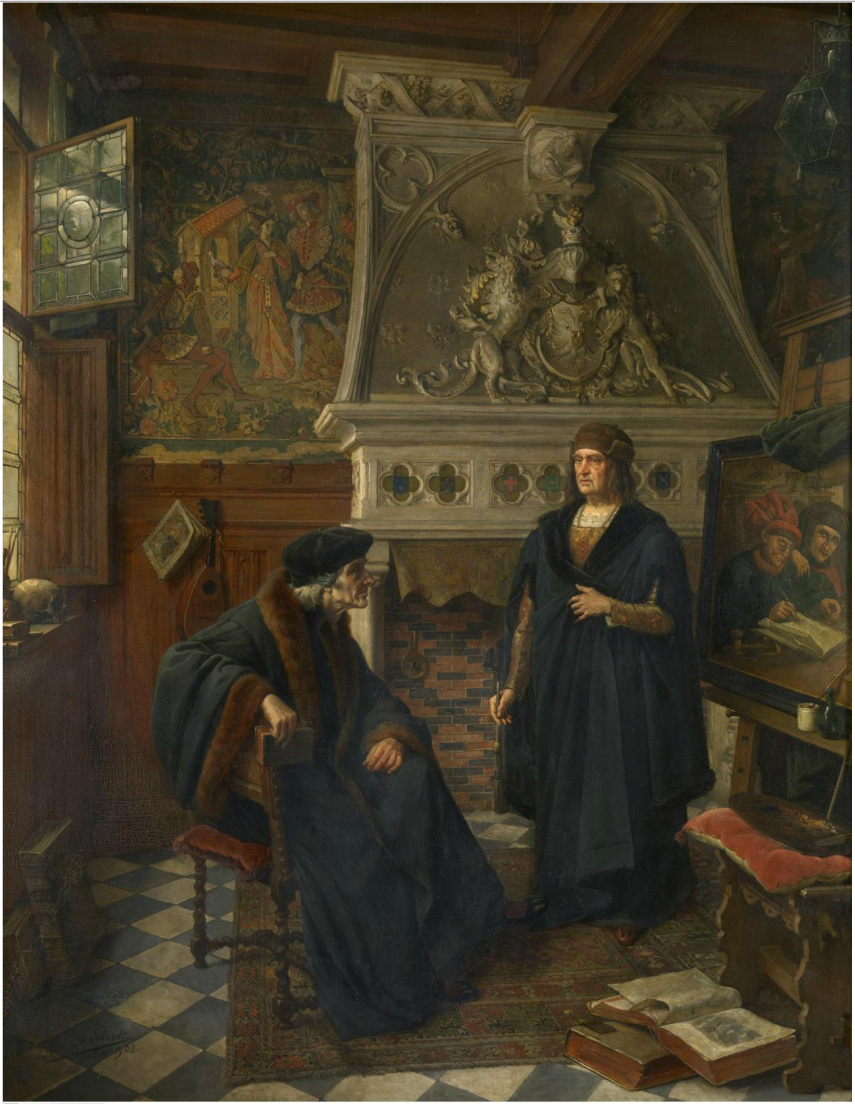
Erasmus y Quentin Matsys